# Рутвен, Патрик, 1-й граф Форт
Патрик Рутвен, 1-й граф Форт и 1-й граф Брентфорд (англ. Patrick Ruthven, 1st Earl of Forth and 1st Earl of Brentford; ок. 1573 — 2 февраля 1651) — шотландский дворянин, генерал и дипломат.

## Служба короне Швеции

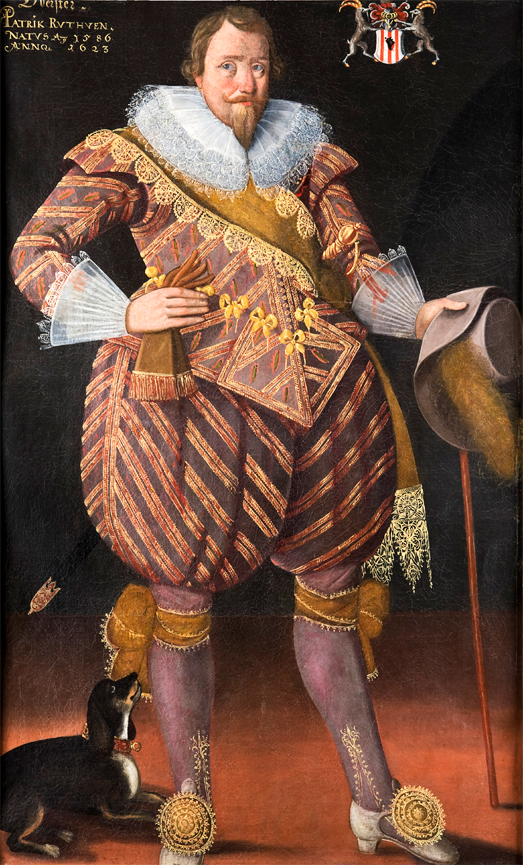
Патрик Рутвен на шведской службе, 1623 г.

Патрик Рутвен был потомком сэра Уильяма Рутвена, 1-го лорда Рутвена (? — 1528) и внуком Джеймса Стюарта, 5-го лорда Иннермита (? — 1585). Сын Уильяма Рутвена из Баллиндина (? — 1603) и Кэтрин Стюарт.
Пожизненный профессиональный солдат, Патрик Рутвен заработал свою репутацию на службе у короля Швеции, на которую он поступил около 1609 года и покинул её в 1637 году. Он был вынужден отправиться в изгнание, чтобы сохранить свою фамилию, которая была объявлена вне закона в Шотландии Актом парламента в 1600 году . В качестве переговорщика он был очень полезен Густаву Адольфу из-за его способности «пить безмерно и сохранять свое понимание до последнего», а также он снискал славу на поле битвы. К 1621 году Патрик Рутвен служил полковником Смоландского пехотного полка, с которым он участвовал в кампании в Ливонии (Латвия). Он взял своим заместителем Александра Лесли, позже получившего звание фельдмаршала и одного из противников Рутвена в Гражданской войне в Англии. Рутвен был одним из четырёх шотландских полковников, которые были посвящены в рыцари Густавом II Адольфом Шведским в 1627 году, другими были Александр Лесли, Дэвид Драммонд и Джон Хепберн.
Его служба в Тридцатилетней войне была впечатляющей. Он стал губернатором Ульма в 1632 году и в том же году был произведен в генерал-майоры. В следующем году Патрик Рутвен провел кампанию вдоль Дуная, где он захватил несколько баварских всадников под Эрбахом, что принесло ему повышение до генерал-лейтенанта. После этого он участвовал в кампании в качестве заместителя шведского фельдмаршала Юхана Банера, проводя кампанию вдоль Рейна в течение 1634 и 1635 годов. Ему была предоставлена большая доля заслуги в разгроме саксонского генерала Вольфганга Бодиссена в Демице, где около 2500 взятых им пленных были отброшены в шведскую армию. Однако между Рутвеном и Банером не все было хорошо. Последний обвинил его в халатности в Галле в 1636 году. После этого Патрик Рутвен вернулся в Шотландию с рекрутской поездкой, но решил уйти со шведской службы. Хотя Рутвен оставался на шведской службе ещё один год, он отправился домой через Францию, где, как он утверждал, король Людовик XIII предложил ему фельдмаршальский жезл. Хотя он никогда не служил в этом качестве, это звание указано в его английском свидетельстве о присвоении дворянского звания.

## Служба королю Англии
С началом епископских войн в Шотландии в 1639 году Патрик Рутвен предложил свои услуги королю Англии и Шотландии Карлу I Стюарту. Он привел с собой двух своих племянников, генерал-майора Джона Рутвена и полковника Фрэнсиса Рутвена, ветеранов шведской службы. Они присоединились к когорте других шотландцев-роялистов, включая бывшего коллегу, генерал-лейтенанта Джеймса Кинга. Во время кампании 1639 года он отказался командовать роялистами в Шотландии, поскольку ему не была предоставлена «абсолютная власть» над ними, вместо этого ожидалось, что он подчинится дворянству . Его решение было мудрым, и Эдинбургский замок вскоре легко досталось его бывшему дублеру Александру Лесли. После того, как было согласовано Бервикское перемирие, Патрику Рутвену было разрешено разместить гарнизон в замке для короля, и он защищал его в течение всего 1640 года, отчаянно заболев после того, как его провизия закончилась. Ему и его английским войскам было разрешено покинуть замок после переговоров. За свои заслуги он был возведен в звание пэра Шотландии как лорд Рутвен Эттрикский в 1639 году во время войны епископов, а затем стал 1-м графом Форта  в 1642 году.
Когда в том году разразилась Гражданская война в Англии, Патрик Рутвен присоединился к король Карлу в Шрусбери вместе с 29 другими шотландскими офицерами-ветеранами и после вмешательства Генриетты Марии в дела короля. Рутвен командовал войсками роялистов в битве при Эджхилле после того, как назначенный командующий Роберт Берти, граф Линдси, ушел в отставку в споре о том, следует ли организовать армию по голландскому или шведскому стилю. В конце концов была выбрана шведская бригадная система, и Патрик Рутвен принял командование . После битвы Рутвен был назначен главнокомандующим роялистской армией.
Граф вынудил графа Эссекса сдать Лостуитил и был ранен как в первом, так и во втором сражении при Ньюбери. В то время как некоторые утверждают, что способности Патрика Рутвена начали приходить в упадок, Рутвен потерял расположение своего военного подчиненного принца Руперта, чье высокомерие он ненавидел. Они поссорились по пути, чтобы сразиться с Армией Торжественной лиги и Ковенанта, которой командовал его друг Александр Лесли. Считая Руперта неумелым, Патрик Рутвен вернулся в Оксфорд, оставив Руперта командовать. Принц проиграл битву Александру Лесли и его английским союзникам по парламенту 2 июля 1644 года. После этого Рутвен служил камергером принца Уэльского, окончательно отказавшись от полевой службы.
Патрик Рутвен все ещё поддерживал переписку с Акселем Оксеншерной, регентом и канцлером Швеции. Он посетил Швецию с миссией Карла II по мобилизации военной поддержки для запланированной монтрозианской экспедиции в Шотландию. Используя социальный капитал, который он накопил в Швеции за эти годы, Патрик Рутвен вступил в переговоры с королевой Кристиной и сумел собрать офицерский состав, деньги и оружие для доставки роялистам в Шотландию и Ирландию. Они были растрачены впустую, когда Карл II Стюарт отказался от своей поддержки монтрозийцев, фактически предложив его в качестве жертвенного агнца ковенантам в Шотландии в обмен на их поддержку. Удрученные, Рутвен и Кинг повернулись спиной к делу роялистов . Хотя часто утверждается, что Патрик Рутвен умер в Данди 2 февраля 1651 года недалеко от дома своего родственника, полковника Патрика Мора, на самом деле он умер в Букстехуде недалеко от Гамбурга. Он был в путешествии, которое привело его из Кальмара в Копенгаген и Бремен с сэром Уильямом Сванном и 2 спутниками. В Букстехуде Сван и Мор отвезли тело Рутвена в близлежащий монастырь, после чего оно было возвращено в Шотландию для погребения . По-видимому, он был похоронен недалеко от Данди в приходской церкви Монифит в Дареме, в похоронном проходе семьи Грейндж. Эта семья была известными роялистами, которые также помогли маркизу Монтрозу на его пути в Швецию. Церковь была разрушена и восстановлена в 1812 году. Неизвестно, что стало с могилой Рутвена, хотя мемориальная доска в его честь находится в современной церкви.

## Семья
Патрик Рутвен был женат на Джейн Хендерсон и Кларе Бернер. Он, по крайней мере, двое сыновей. Александр, который служил офицером в шведской армии, но он умер раньше, чем его отец. Дочь Патрика Рутвена Джейн переписывалась с английским парламентом из Стокгольма в 1652 году. Она стала участвовать в спорах о наследстве с третьей женой Патрика, Кларой Бернер, которая умерла только в 1679 году . Патрик Рутвен составил завещание 9 мая 1649 года, в котором оставил все свои шведские земли вдове своего сына Александра, Анне Эразме Кленке, и сыну Патрика от одного брака (Джейн Хендерсон), которого также звали Патриком. Этими землями были Бревик (Йёнчёпинг (лен)). Своей оставшейся в живых жене Кларе Бернер и их сыну Патрику он подарил Юнгбюхольм в Кальмар-Лен (Швеция) и Закендорф (Мекленбург). Другое своё имущество в Шотландии он оставил Кларе Бернер. Клара и его невестка Анна Кленс вели затяжные споры из-за земель Смоланда даже до 1669 года, и в них участвовало королевское вмешательство. Исполнителями его воли были генерал Джеймс Кинг (заботился о шведской стороне) и Якоб Прингл из Хуитбэнка (от шотландской стороны).